# Microcampylopus khasianus
Microcampylopus khasianus är en bladmossart som beskrevs av Giese och G. Frahm 1986. Microcampylopus khasianus ingår i släktet Microcampylopus och familjen Dicranaceae. Inga underarter finns listade i Catalogue of Life.